# Acacia purpusii
Acacia purpusii é uma espécie de leguminosa do gênero Acacia, pertencente à família Fabaceae.